# Syntrichia
Syntrichia là một chi rêu trong họ Pottiaceae.